# راي ميلر (لاعب كرة قاعدة أمريكي)
راي ميلر (بالإنجليزية: Ray Miller)‏ هو لاعب كرة قاعدة أمريكي، ولد في 12 فبراير 1888 في بيتسبرغ في الولايات المتحدة، وتوفي بنفس المكان في 7 أبريل 1927.

## وصلات خارجية
- راي ميلر على موقعبيزبول رفرنس.كوم (الدوري الرئيسي) (الإنجليزية)
- راي ميلر على موقعبيزبول رفرنس.كوم (الدوري الثانوي) (الإنجليزية)